# Tomer Chemed
Tomer Chemed (hebrejsky: תומר חמד, narozen 2. května 1987, Haifa) je izraelský fotbalista a reprezentant, který od července 2014 hraje za španělský klub UD Almería. Zde hraje většinou jako ofenzivní záložník, v reprezentaci ale většinou nastupuje jako hrotový útočník.

## Klubová kariéra
V Izraeli působil v klubech Makabi Haifa FC, Maccabi Herzliya FC, Bnei Yehuda Tel Aviv FC a Maccabi Ahi Nazareth FC.
V letech 2011–2014 hrál za španělskou Mallorcu. V sezoně 2011/12 skončil s Mallorcou na 8. respektive a zdálo se že se klub dere mezi španělskou elitu, jenže ročník 2012/13 se zatím pro Mallorcu sídlící na Baleárských ostrovech vyvíjel tragicky. 2 kola před koncem byl Chemedův tým na 19. příčce a poslední dva zápasy musí bezpodmínečně vyhrát a doufat, že týmy nad ní alespoň jeden ze dvou zápasů ztratí, jinak bude Mallorca hrát minimálně příští rok druhou španělskou ligu. To se nezdařilo a Mallorca spadla.
V červenci 2014 se vrátil do Primera División, podepsal smlouvu s klubem UD Almería.

## Reprezentační kariéra
Chemed hrál za izraelské mládežnické reprezentace od kategorie U17.
Tomer Chemed je členem izraelského národního týmu od roku 2011.